# Atração por pessoas trans
A atração sexual por indivíduos transgênero tem sido objeto de estudo científico e discussão social. Psicólogos têm pesquisado sobre a atração por mulheres trans, crossdressers e pessoas não-binárias. Homens cisgênero que sentem atração por mulheres transgênero costumam identificar-se como heterossexuais ou bissexuais, e apenas raramente como homossexuais.
Os padrões de excitação de homens que sentem atração por mulheres trans são semelhantes aos padrões de homens heterossexuais que não sentem atração por mulheres trans, e diferem dos padrões de homens gays.
Uma proporção significativa dos homens cisgênero que sentem atração por mulheres trans também reportaram experimentar autoginefilia: propensão de um homem se sentir sexualmente excitado pelo pensamento ou imagem de si mesmo como uma mulher.
Apesar de existirem discussões sobre a atração por homens trans, o tema ainda não foi objeto de estudo científico.

## Estudos científicos
Apesar de ser tratado como parafilia por alguns pesquisadores, demonstrar preferência sexual por indivíduos transgênero não é diagnosticado nem como uma uma doença mental nem como um transtorno parafílico.
Em 1993, os doutores Ray Blanchard e Peter Collins conduziram uma análise de 119 perfis de pessoas indicando interesse em crossdressing ou em transexuais ou crossdressers por meio de um sistema de correio de voz. A análise revelou três grupos: 51 foram caracterizados como "ginandromorfofílicos" (do grego, gine, "mulher"; andros, "homem"; morfo, "forma"; filia, "amor"): homens que procuravam crossdressers ou transexuais, ou indivíduos com características de ambos sexos; 37 como "crossdressers ginandromorfofílicos", que se identificavam como crossdressers ou transexuais e procuravam parceiros semelhantes; e 31 como "crossdressers residuais", que se identicavam como crossdressers ou transexuais, e procuravam homens de aparência masculina ou não especificavam o parceiro desejado.
Em um estudo sociológico, Martin S. Weinberg e Colin J. Williams entrevistaram 26 homens com interesse sexual em mulheres trans (MSTW - men sexually interested in transwomen, em inglês). 13 identificaram-se como heterossexuais e 13 como 'bissexuais' ou 'provavelmente bissexuais'. Os autores opinaram que esses rótulos descrevem os interesses sexuais dos MSTW apenas superficialmente; e notaram que, em poucas ocasiões, o interesse por mulheres trans podia ser utilizado como artifício para negar um interesse homossexual.
Como parte de uma pesquisa de prevenção de HIV, em 2004, Operario et al. entrevistaram 46 homens na área de São Francisco que tiveram sexo com mulheres trans. Não foram encontrados padrões consistentes entre como os homens descreviam a sua orientação sexual e o comportamento sexual deles e a atração por mulheres trans. Da amostragem, 20 deles descreveram-se como sendo heterossexuais. Alguns homens demonstraram confiança sobre essa declaração, enquanto outros foram hesitantes e tinham dúvidas se deveriam serem classificados como bissexuais.
Em 2016, um estudo que utilizou pletismografia peniana demonstrou que os padrões de excitação, genital e subjetivo, de homens "ginandromorfofílicos" ou "GAMP" - que reportavam atração por mulheres transgênero que possuem características tipicamente femininas, como seios, e detêm um pênis - eram similares aos padrões de homens heterossexuais e diferentes dos padrões de homens homossexuais. O estudo mostrou que esses homens excitam-se muito mais com o estímulo feminino do que com o masculino. Entretanto, houve diferença entre o grupo de homens GAMP e ambos os grupos de homens heterossexuais e homossexuais, ao demonstrarem maior excitação para o estímulo protagonizado por mulheres trans, ao qual eles responderam tão intensamente quanto ao estímulo feminino. O estudo também encontrou que a "autoginefilia", isto é, sentir prazer pela imagem de si mesmo como sendo uma mulher, é comum nesse grupo: 42% dos homens GAMP reportaram experimentar autoginefilia, enquanto apenas 12% dos homens heterossexuais e 0% dos gays reportaram. Os GAMP bissexuais não exibiram, significativamente, mais excitação ao estímulo masculino do que os GAMP heterossexuais; entretanto, reportaram um número maior de parceiros sexuais masculinos ao longo da vida e maiores níveis de excitação autoginefílica do que os heterossexuais.
No contexto brasileiro, pessoas que vivenciam travestofilia, que seria a atração por travestis, são denominadas travequeiras.